# Trauerbeflaggung

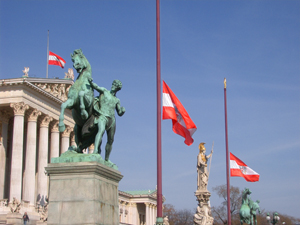
Flaggen auf halbmast vor dem Wiener Parlament, anlässlich des Todes von Bundespräsident Thomas Klestil

Bei der Trauerbeflaggung werden Flaggen nicht vollständig gesetzt, um Trauer auszudrücken. Trauerbeflaggung kann zum Beispiel beim Tod von wichtigen Staatspersonen oder auch zur Erinnerung an vielbeachtete Ereignisse mit Todesfolgen wie z. B. die Terroranschläge des 11. September 2001 angeordnet werden. 
In Deutschland wird sie von den Innenministern des Bundes und der Länder je nach Zuständigkeit angeordnet. In Deutschland werden am Tag des Gedenkens an die Opfer des Nationalsozialismus sowie am Volkstrauertag die Flaggen auf halbmast gesetzt.
In Österreich kann sie vom Bundeskanzler bundesweit oder vom Landeshauptmann landesweit verordnet werden. 

## Durchführung

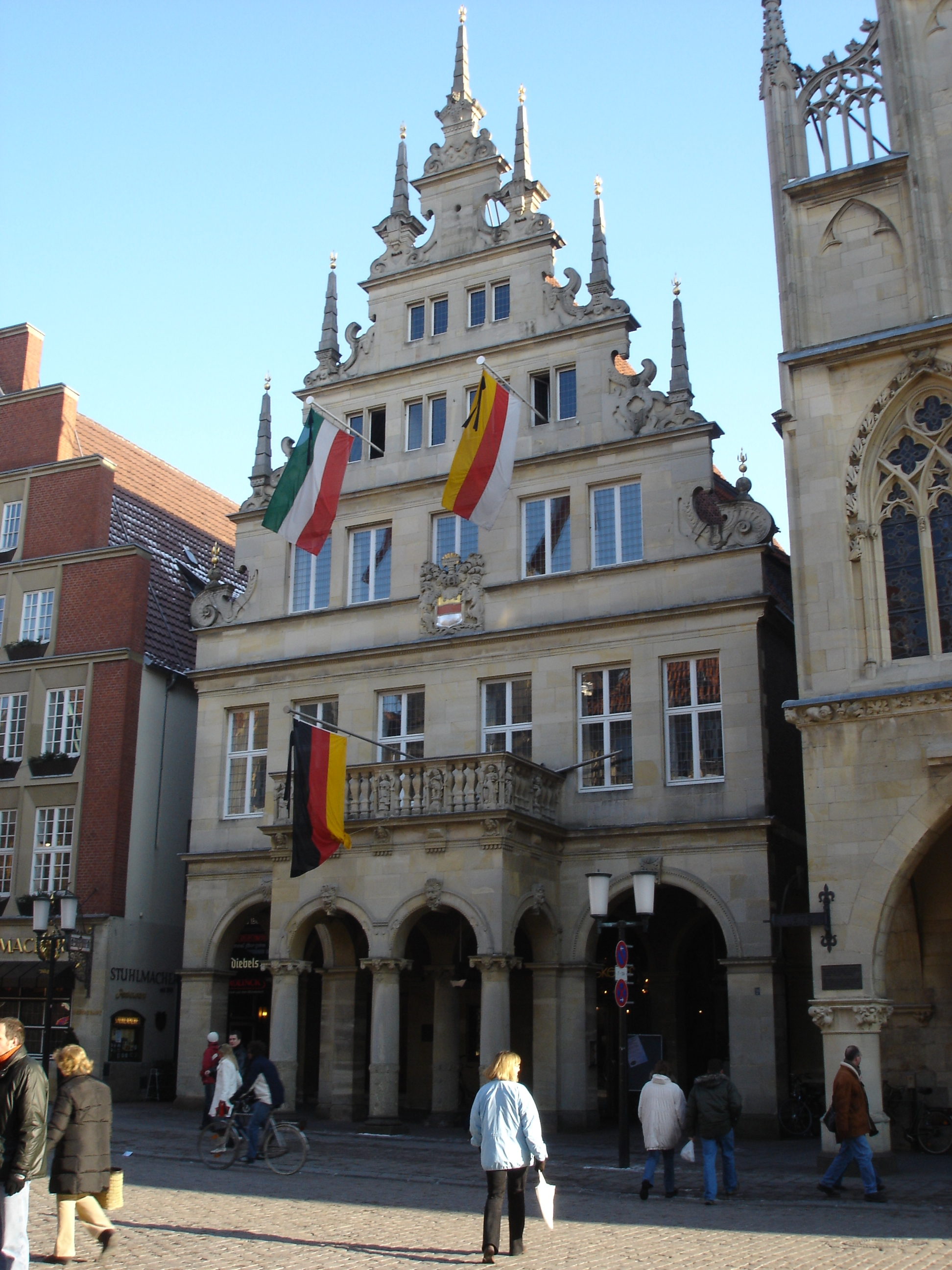
Flaggen mit Trauerflor in Münster, anlässlich des Todes von Bundespräsident Johannes Rau

Die Trauerbeflaggung wird in der Regel in Form der Halbmastbeflaggung oder Halbstockbeflaggung durchgeführt („Flagge halbstock“ / „Halbstocks die Flagge!“)
Bei dieser sind die jeweiligen Flaggen – nicht jedoch die Banner – an öffentlichen Gebäuden nicht oben am Fahnenmast, sondern (je nach Länge der Flagge) etwas oberhalb der Mitte des Mastes postiert. Das korrekte Hissen der Flagge auf halbmast erfolgt dergestalt, dass sie zunächst bis zur Spitze des Mastes gezogen, und erst dann auf Halbmastposition heruntergelassen wird. Umgekehrt erfolgt die Abnahme so, dass die Flagge zunächst auch wieder erst ganz nach oben gezogen und erst dann abgenommen wird.
Ist das Flaggen auf halbmast nicht möglich, so ist an der Flagge Trauerflor anzubringen und die Flagge oben am Mast zu flaggen.

## Geschichte
Der Ursprung der Halbmastbeflaggung liegt in den Seeschlachten mit Segelschiffen. Es war nicht nur die Flagge des besiegten Schiffes, die niedergeholt wurde, sondern auch zuerst das oberste Segel. Der Feind hatte zudem später seine eigene Flagge halb einzuholen und an ihre Stelle wurde die Fahne des Siegers, zum sichtbaren Zeichen für alle, gesetzt.
Aus diesem Ritual entstand dann später die Sitte, eine Flagge als Zeichen des Respekts vor höhergestellten Persönlichkeiten einzuholen. Auch grüßten sich Schiffe untereinander durch Senken (Dippen) der Flagge. Der ursprüngliche Zweck, dadurch den Platz für eine andere Fahne freizumachen, geriet in Vergessenheit. Heute ist die Halbmastbeflaggung ein Zeichen der Achtung gegenüber Toten.

## Besonderheiten

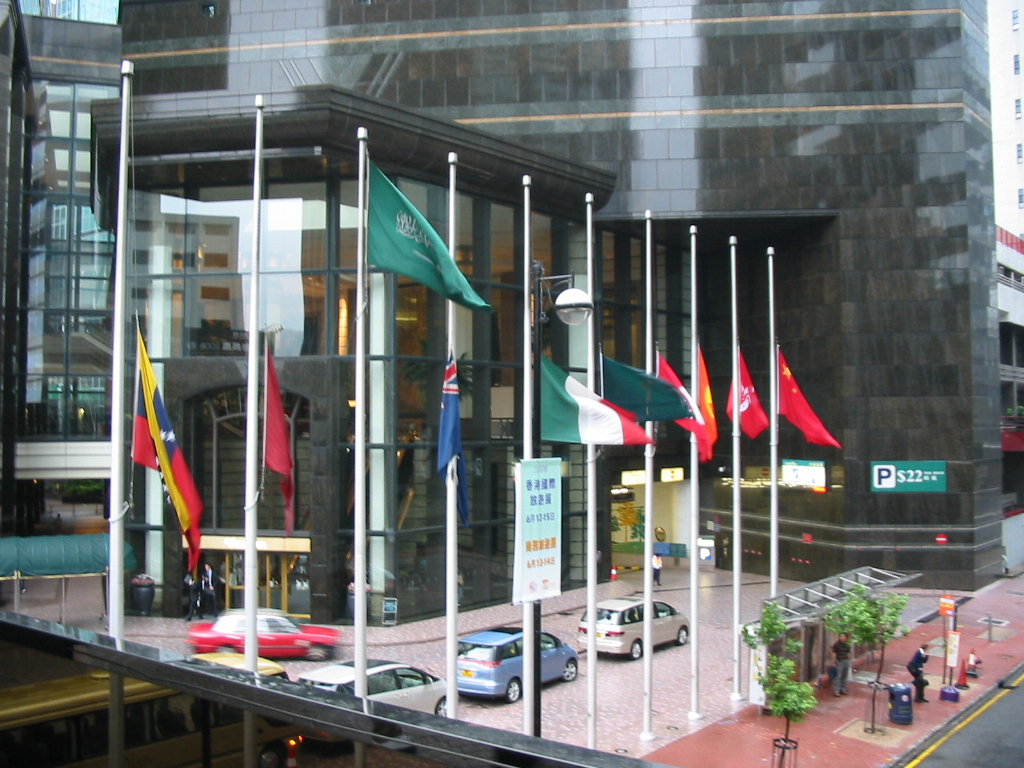
Trauerbeflaggung für die Opfer des Erdbebens in Sichuan 2008 in Hongkong; die Flagge Saudi-Arabiens bleibt vollständig gesetzt

Die einzigen Flaggen, die niemals halbmast gesetzt werden, sind die Flagge Saudi-Arabiens, die Flagge Irans, die Flagge des Irak, die Flagge Somalilands und der Royal Standard.
Bei den Flaggen Saudi-Arabiens, Irans, Iraks und Somalilands geschieht dies nicht, da mit der Schahāda (Saudi-Arabien, Somaliland) und dem Takbīr (Iran, Irak) islamische Glaubensbekenntnisse auf der Flagge zu lesen sind.
Beim Royal Standard geschieht es nicht, weil formal das Staatsoberhaupt (König oder Königin Großbritanniens) nie tot ist. Stirbt der Regent, tritt der rechtmäßige Thronfolger unmittelbar an dessen Stelle („Der König ist tot, es lebe der König“).
Bei der iranischen Flagge wird als Trauerbekundung, sofern dies möglich ist, auf einem zweiten Mast eine schwarze Flagge gesetzt.
In Österreich ist bei nichtstaatlichen Anlässen auch das Aufziehen einfarbiger schwarzer Flaggen bis zur Mastspitze verbreitet, etwa für einen Tag bis zu einer Woche beim Tod eines Schul- oder Betriebsangehörigen bzw. eines Angehörigen des ÖKB oder der Freiwilligen Feuerwehr.
Die Flagge der Einheit der Bundesrepublik Deutschland auf dem Platz der Republik in Berlin wird, mit seltenen Ausnahmen, nicht auf halbmast gesetzt.
Manche Nationalflaggen werden am Karfreitag auf halbmast gesetzt, so die Flagge Maltas und die Flagge der Färöer.